# Microplitis
Microplitis ist eine Gattung aus der Unterfamilie Microgastrinae innerhalb der Familie der Brackwespen (Braconidae). Die Gattung wurde 1862 von Arnold Foerster eingeführt.  Die Typusart ist Microgaster sordipes Nees, 1834.

## Etymologie
Der Name Microplitis setzt sich zusammen aus den aus dem Altgriechischen stammenden Wortteilen micro für „klein“ und plitis für „bewaffnet“. Der Name bedeutet somit „mit kleiner Waffe versehen“ und bezieht sich auf den kurzen, nicht hervorragenden Bohrer der Weibchen.

## Merkmale
Die Brackwespen sind 3–5 mm lang. Foerster beschrieb 1862 die Gattung wie folgt:
Die Fühler sind 18-gliedrig. Das zweite Segment ist im Gegensatz zu Microgaster ohne Querfurche. Die Vorderflügel weisen drei Cubitalzellen auf. Der Radius ist ganz fehlend. Weitere Merkmale der Gattung Microplitis sind: Die Ader r-m ist manchmal schwach ausgeprägt. Das erste metasomale Tergit ist anteromedial breit konkav ohne ausgeprägte, relativ schmale anteromediane Längsfurche. Das Propodeum ist häufig stark gewölbt, oft mit zumindest Spuren einer medianen Carina (Kiel). Der Legebohrer der Weibchen ist kurz.

## Verbreitung
Die Brackwespengattung besitzt eine kosmopolitische Verbreitung.

## Lebensweise
Die Microplitis-Larven sind koinobionte Endoparasitoide von Nachtfalterraupen, insbesondere aus den Familien Noctuidae und Sphingidae. Einige Arten sind gregäre, andere solitäre Parasiten. Die Brackwespenlarven verlassen am Ende ihrer Entwicklung ihre Wirte und verpuppen sich außerhalb von diesen in selbstgesponnenen Kokons. Die Überwinterung findet in den Kokons statt. Im folgenden Frühjahr schlüpfen die adulten Brackwespen. Die Gattung Microplitis ist als Vektor von Bracoviren bekannt.

## Arten (Auswahl)
Die Gattung umfasst weltweit etwa 238 Arten. Im Folgenden eine Auswahl von Arten:
- Microplitis flavipalpis
- Microplitis lugubris
- Microplitis mandibularis
- Microplitis mediator
- Microplitis ocellatae
- Microplitis tuberculifer
- Microplitis varicolor

## Bilder

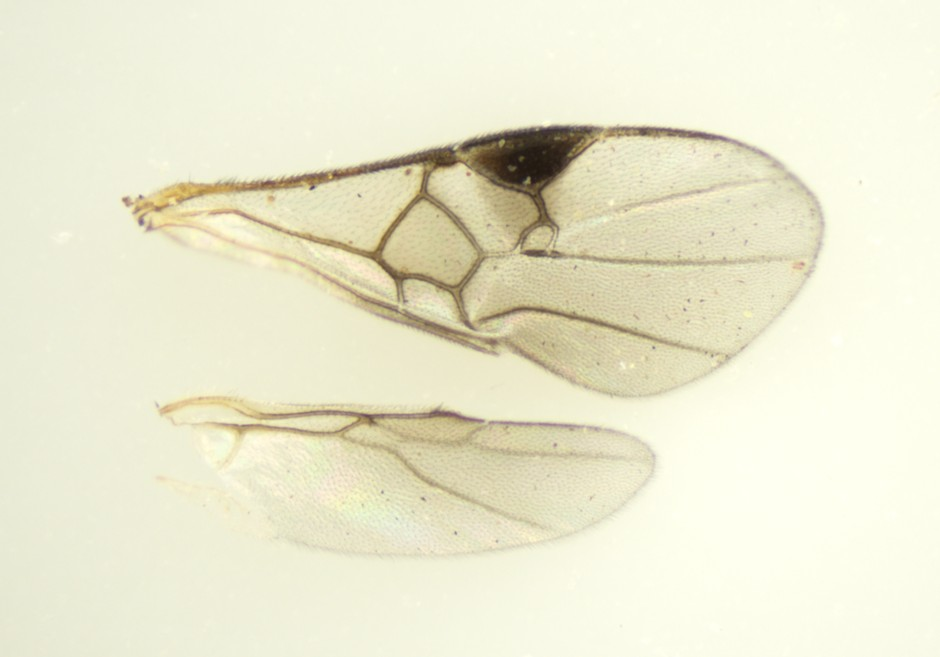
Flügel von Microplitis sp.
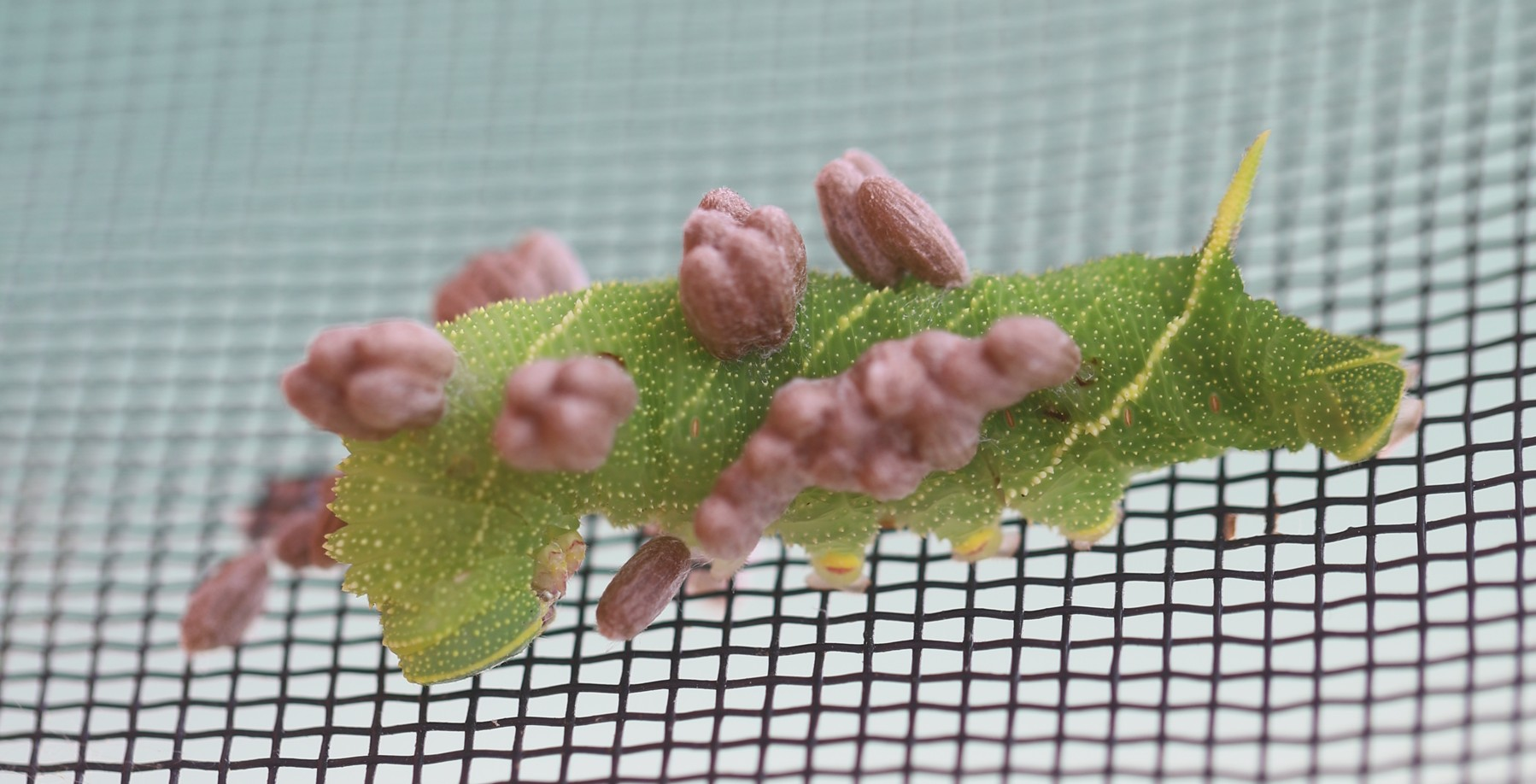
Kokons an einer parasitierten Pappelschwärmerraupe
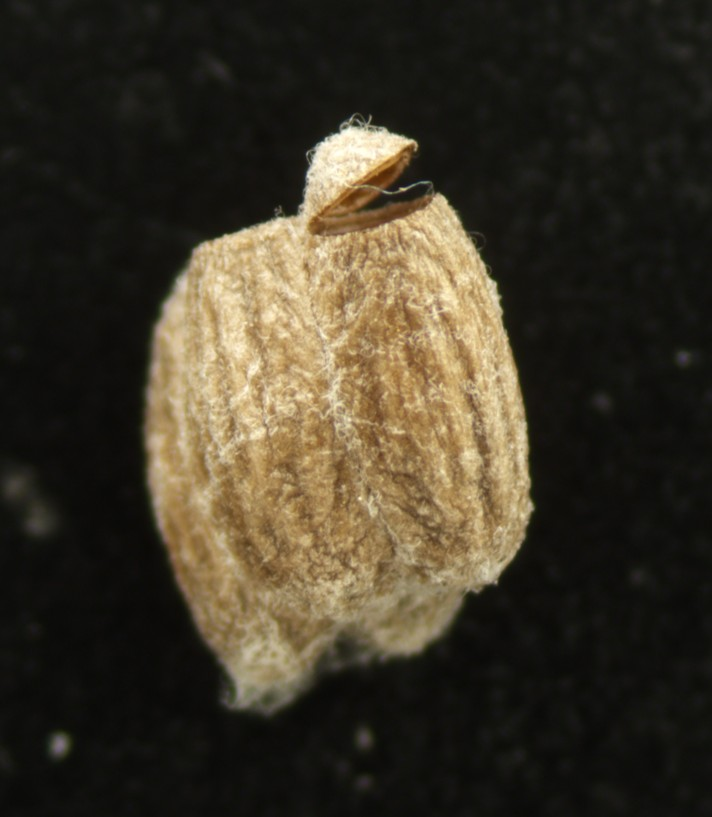
Mehrere Kokons, eines davon von einer geschlüpften Brackwespe
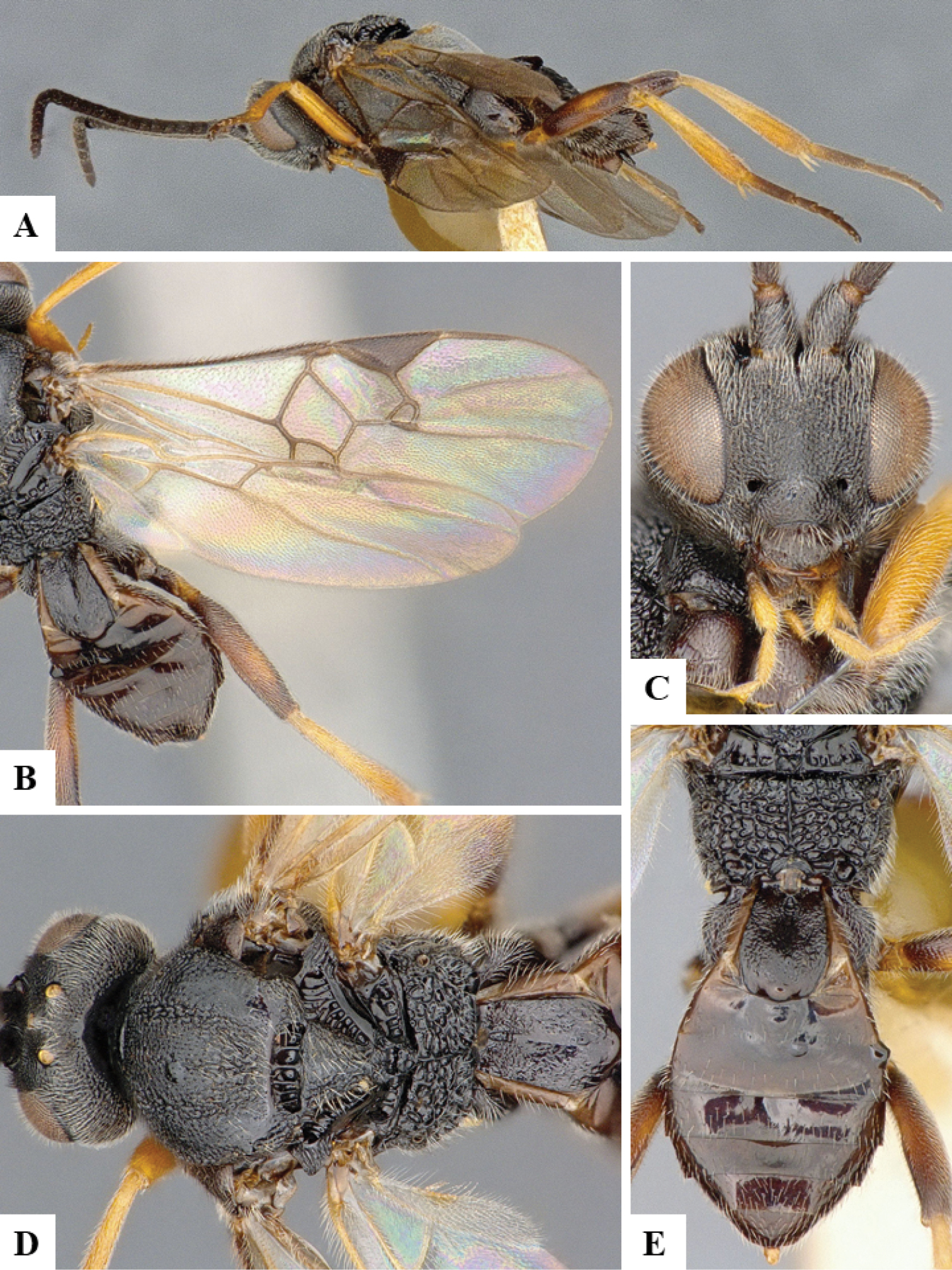
Microplitis flavipalpis
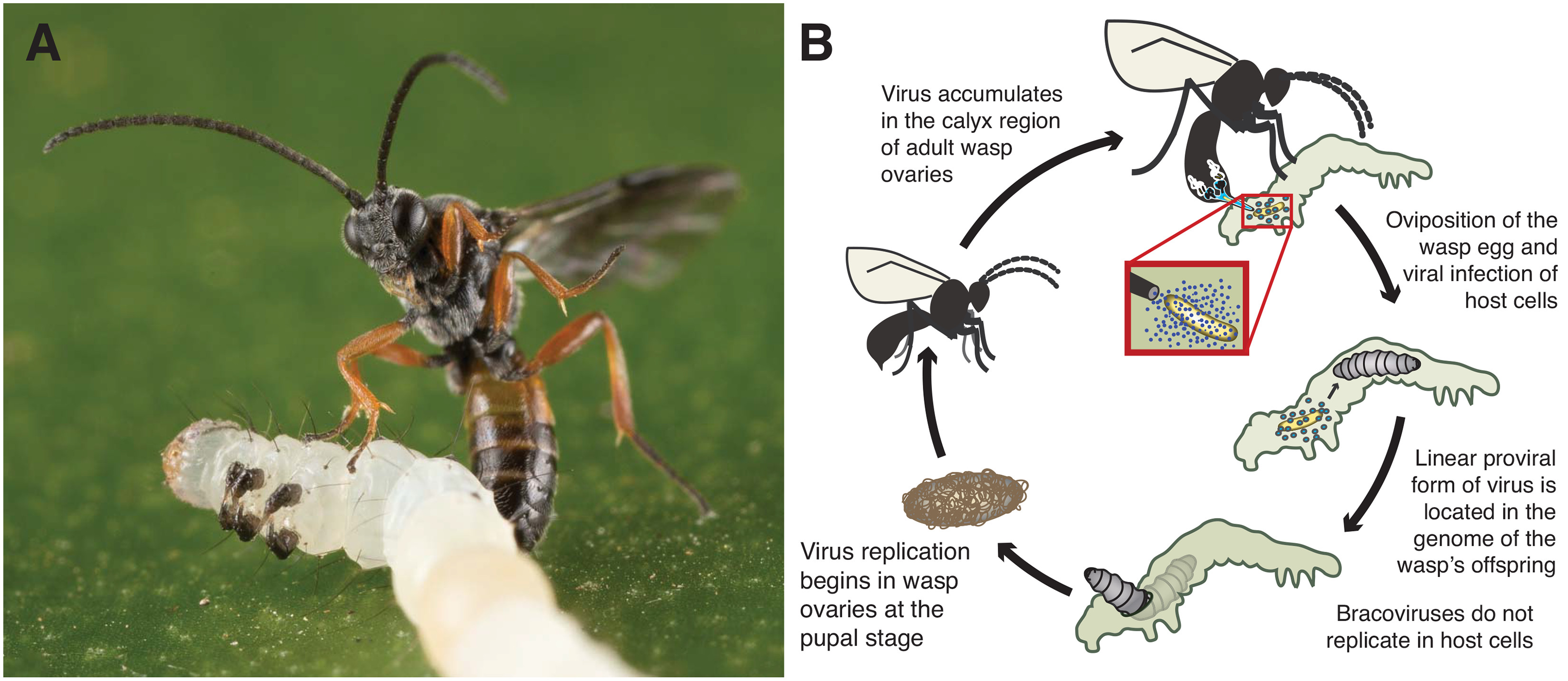
Lebenszyklus von M. demolitor und deren Bracoviren